# Уно (Лучше звоните Солу)
«Уно» (англ. Uno) — премьерный эпизод телесериала AMC «Лучше звоните Солу», являющегося спин-оффом сериала «Во все тяжкие». Действие сериала происходит в 2002 году, примерно за 6 лет до того, как основной персонаж Сол Гудман (Боб Оденкерк) встретился с Уолтером Уайтом (Брайан Крэнстон). Премьера эпизода состоялась 8 февраля 2015 года. Сценарий к эпизоду написали создатели сериала Винс Гиллиган и Питер Гулд, а режиссёром стал Гиллиган.
Эпизод получил очень положительные отзывы от критиков, он также побил рекорд как самая высокорейтинговая премьера сериала в истории кабельного телевидения, собрав у экранов 6,9 миллионов зрителей, прежде чем его побил сериал «Бойтесь ходячих мертвецов».

## Сюжет
В настоящее время, после событий сериала «Во все тяжкие», в чёрно-белой последовательности, Сол Гудман, теперь под именем «Джин», управляет торговым центром Cinnabon в Омахе, Небраске. Он отрастил усы и облысел. Во время работы он подозревает, что клиент узнаёт его, но это, оказывается, просто паранойя. Ночью в своей квартире Сол пьёт коктейль и в опьянении со слезами на глазах смотрит видеокассету своей старой телевизионной рекламы.
В мае 2002 года Джеймс Морган «Джимми» Макгилл является публичным защитником в Альбукерке, Нью-Мексико. Он в настоящее время представляет трёх подростков и пытается убедить присяжных в том, что их действия объясняются тем, что «мальчишки были мальчишками» всего лишь. В ответ прокурор просто проигрывает видео, на котором все три подростка ворвались в морг и занялись сексом с отрезанной головой. После этого Джимми жалуется на то, что ему платят слишком мало для защиты. Он получает звонок от потенциального клиента, которому он представляется его собственным кротким британским секретарём. По дороге с парковки Джимми останавливает Майк Эрмантраут, дежурный стоянки, который отказывается отпускать его без оплаты или парковочной наклейки, предоставляемой судом.
Позже в тот день Джимми встречается в закусочной с потенциальными клиентами, Крэйгом и Бетси Кеттлманами, в отношении которых ведётся расследование по факту исчезновения окружных фондов. Они не решаются нанять Джимми. Пытаясь заказать цветы для Кеттлманов во время вождения, Джимми сбивает соседского подростка на скейтборде, чей брат-близнец записывает инцидент на камеру и угрожает вызвать полицию, если Джимми не заплатит им деньги за молчание. В ответ Джимми пинает «пострадавшего», увидев очевидную уловку. После этого он возвращается в свой «офис» — котельную вьетнамского салона красоты. В своей почте он находит чек на $26 000 от «Хэмлин, Хэмлин и Макгилл», юридической фирмы его брата Чака, который он рвёт на несколько частей. Джимми противостоит партнёрам, обвиняя их в том, что они пытаются обмануть Чака, чтобы у него не было его законной доли. По пути из здания он видит, как заходят Кеттлманы, и становится взволнованным.
Джимми навещает Чака, у которого был нервный срыв и после этого начавшего считать, что у него электромагнитная сверхчувствительность. Он просит посетителей оставлять их ключи и телефон в его почтовом ящике и заземлиться перед входом в его дом. У него также нет светильников или холодильника, и он работает с фонарём на печатной машинке. Чак отказывается от выкупа и предлагает Джимми перестать использовать имя «Макгилл» для своей личной фирмы, чтобы избежать публичной путаницы с HH&M. Расстроившись, Джимми выслеживает двух скейтбордистов, Кэла и Ларса Линдхольмов, и предлагает им партнёрство, рассказав, как в юности с помощью «скольжения и падения» заработал лёгкие деньги. Он организовывает, чтобы одного из них сбила машина, на которой ездит Бетси, но вместо того, чтобы остановиться и проверить, женщина уезжает. Кэл и Ларс преследуют её, но когда машина останавливается, пожилая латиноамериканка выходит из неё. Не понимая (и, скорее всего, не интересуясь), что они следовали за другим человеком, они пытаются получить у неё деньги и идут за ней в дом. Джимми прибывает несколько мгновений спустя, чтобы попытаться спасти их, выдавая себя за «представителя суда», но под дулом пистолета его заводит в дом Туко Саламанка.

## Производство
В июле 2012 года, создатель сериала «Во все тяжкие» Винс Гиллиган намекнул на возможный сериал спин-офф, сосредоточенный на Гудмане.
В апреле 2013 года, Гиллиган и Гулд подтвердили, что сериал находится в разработке; последний из них написал сценарий к эпизоду из «Во все тяжкие», который представляет персонажа. В интервью в июле 2012 года, Гиллиган сказал, что ему понравилась «идея о шоу про адвоката, в котором главный адвокат сделает всё, что нужно, чтобы остаться вне суда», в том числе оседания на ступенях суда.
Шоу снимается в Альбукерке, Нью-Мексико, где также снимали «Во все тяжкие». Когда 2 июня 2014 года начались съёмки, режиссёр Винс Гиллиган выразил определённую озабоченность по поводу разочарования от появления сериала, в плане зрительского приёма. 19 июня 2014 года канал AMC объявил, что продлил сериал на второй сезон, состоящий из 10 эпизодов, и что премьеру сериала отложили на начало 2015 года. Первый тизер-трейлер дебютировал на AMC 10 августа 2014 года и подтвердил дату премьеры на февраль 2015 года.
В своей рецензии на премьеру сериала, Мэри Макнамара из «Los Angeles Times» резюмировала, что «красота Сола была его невозмутимой природой; независимо от того, насколько остры или ужасны обстоятельства, он мог определить следующий логический шаг и принять его. Джимми Макгилл пока не знает как это делать; „Лучше звоните Солу“ покажет, как он этому научился».

## Реакция

### Реакция критиков
Эпизод в целом получил положительные отзывы. Эрик Каин из «Forbes» сказал об эпизоде и сериале: «[Это] не просто спин-офф популярного ТВ-шоу. До сих пор это потрясающее телешоу со своими собственными заслугами. Оно охватывает всё знакомое нам, но всё равно умудряется быть уникальной снежинкой». Хэнк Стувер из «The Washington Post» оценил эпизод на «B+» и написал, что сериал «прямо в соответствии с тоном и стилем оригинального, ставшего классикой сериала», и что он «вызывает больше вопросов за два часа, чем охотно отвечает на них». Стивен Марш из «Esquire» написал, что первые несколько эпизодов были лучше, чем «Во все тяжкие». Кирстен Акуна из «Business Insider» объявила первые эпизоды «всем, что вы могли возможно хотеть от сериала спин-оффа».

### Рейтинги
После выхода в эфир, эпизод стал самым высокорейтинговой премьерой сериала в истории кабельного телевидения США, собрав у экрана 6.9 миллионов зрителей. Шоу заняло второе место в списке премьер кабельного телевидения США, уступая своё лидерство «Ходячим мертвецам», которые по состоянию на 9 февраля 2015 года занимают второе место по рейтингам среди развлекательных программ, оставив позади сериал «Чёрный список».

### Награды
Винс Гиллиган и Питер Гулд выиграли премию Гильдии сценаристов США за лучший сценарий драматического сериала за этот эпизод.